# بریوان ایچن
بریوان ایچن (انگلیسی: Berivan İçen؛ زادهٔ ۱۵ ژوئیهٔ ۲۰۰۳) بازیکن فوتبال اهل ترکیه است.
وی همچنین در تیم‌های ملی فوتبال زیر ۱۷ سال زنان ترکیه و تیم ملی فوتبال زنان ترکیه بازی کرده‌است.